# 安哥拉—法國關係
安哥拉－法國關係是法国和安哥拉之间的外交关系。由于前法国政府支持安哥拉卡宾达省武装分离主义者的政策，以及在国际上曝光的安哥拉政府腐败和非法军火交易的丑闻，两国关系并不总是友好的。2008年法国总统萨科齐访问安哥拉后，两国关系有所改善。

## 历史
安哥拉人民解放运动的领导人阿戈什蒂纽·内图根据阿尔沃协定于1975年11月11日宣布安哥拉人民共和国独立。与此同时安盟和安解阵也宣布安哥拉独立，成为以万博为基地的安哥拉社会民主共和国和以安布里什为基地的安哥拉民主共和国。在法国政府的武装和支持下，解放卡宾达飞地阵线(FLEC)在巴黎宣布卡宾达共和国独立。

## 外交使团
弗朗西斯·布隆德曾是法国驻安哥拉大使。 现任法国大使是Sylvain Itte。安哥拉在巴黎设有大使馆，法国在罗安达也设有大使馆。

## 国事访问
总统若泽·爱德华多·多斯桑托斯于1984年9月访问了法国、意大利和西班牙，并会见了政界人士和商界领袖。
1998年，法国总统希拉克访问安哥拉。
法国总统萨科齐于2008年5月访问了安哥拉。在这次访问中，萨科齐说他会见安哥拉总统多斯桑托斯的目的是“从过去的误解中翻过一页，建立一个基于信任和相互尊重的未来”。
在这次访问中，萨科齐宣布大大增加法国对安哥拉的援助:

法国希望在安哥拉重建的每一个领域，包括基础设施以及人力资源方面发挥充分的作用。关于基础设施，我们已经决定恢复法国开发署的活动，它将资助能源、水、卫生和职业培训领域的主要项目。一个法国开发署的机构将在2008年底前在罗安达重新开业。

## 协议
在萨科齐2008年访问期间，在卫生、卫生、高等教育和法语教学领域签署了四项合作与发展协议。

## 贸易和投资
2008年，法国国防和安全公司泰雷兹集团赢得了一份价值约1.4亿欧元的合同，为安哥拉政府提供一个安全的电信网络。同样是在2008年，法国兴业银行为两国贸易提供了3亿美元的信贷额度。
2007年，法国向安哥拉进口了价值5.41亿欧元的商品，这意味着法国是安哥拉的第六大进口国。
2016年，法国和安哥拉之间的贸易额为13.1亿美元。法国对安哥拉的出口为2.842亿美元，安哥拉对法国的出口为10.3亿美元。

## 教育
罗安达法国学校是罗安达的一所法国国际学校。